# Another Gay Movie
Another Gay Movie és una pel·lícula nord-americana dirigida per Todd Stephens l'any 2006, que de forma satírica explora la vida de quatre amics gais. L'argument és en gran part una paròdia d'American Pie.
La pel·lícula segueix la vida de quatre adolescents homosexuals: Andy, Jarod, Nico i Griff, els quals estan a punt de graduar-se a l'escola secundària i volen perdre la seua "virginitat anal" abans de la festa pel Dia Internacional dels Treballadors que farà la seua amiga Muffler. Cada un dels personatges té diverses oportunitats per a aconseguir el pacte, abans de la nit de festa, on cada un complirà el tracte.

## Argument
Quatre amics gais s'han graduat recentment de l'escola secundària. Andy (Michael Carbonaro) és "friqui" i sexualment embogit, Jarod (Jonathan Chase) és guapo però insegur d'ell mateix, Griff (Mitch Morris) és conservador, i Nico (Jonah Blechman) és ostentós i efeminat. Els quatre amics decideixen fer un pacte per a tindre sexe abans de l'estiu. Cada jove intenta aconseguir sexe de diferents maneres, amb resultats tràgics i a la vegada còmics. Nico intenta obtindre una cita amb Ryder(Matthew Rush), Andy persigueix un vell anhel, el seu professor de matemàtiques (Graham Norton), Jarod cerca companys d'equip incloent un jugador de beisbol de l'equip rival (James Getzlaff), i Griff intenta guanyar l'afecte d'un stripper (Darryl Stephens). La major part de l'humor prové de l'estupidesa amb la que afronten cada romanç, i com són d'ingenus a l'hora del sexe.

## Repartiment
- Michael Carbonaro com Andy Wilson
- Jonah Blechman com Nico Hunter
- Jonathan Chase com Jarod
- Mitch Morris com Griff
- Ashlie Atkinson com Dawn Muffler
- Scott Thompson com el Senyor Wilson
- Graham Norton com el Senyor Puckov
- Stephanie McVay com Bonnie Hunter
- Lypsinka com la Senyora Wilson
- James Getzlaff com Beau
- Angela Oh com Tiki
- Darryl Stephens com Angel
- Richard Hatch com Richard Hatch
- George Marcy com l'avi Muffler
- Megan Saraceni com Mini-Muff
- Matthew Rush com Ryder